# گالبشتادت
گالبشتادت (به لاتین: Galbshtadt) یک منطقهٔ مسکونی در روسیه است که در سرزمین آلتای واقع شده‌است.